# Černá Hora (powiat Blansko)
Černá Hora – wieś i gmina w powiecie Blańskim w Czechach. Gmina zajmuje 16,28 kilometrów kwadratowych. Na początku stycznia 2015 roku w całej wsi mieszkało 2064 osób.
We wsi znajduje się pałac i zabytkowy kościół, a także funkcjonuje browar Černá Hora.